# Fort de Suzac
Le fort de Suzac est un ensemble de fortifications militaires édifiées sur la pointe de Suzac, sur la commune de Saint-Georges-de-Didonne. 
Les défenses côtières installées au XVIIe siècle sont considérablement renforcées sous le Premier Empire, afin de protéger l'entrée de la Gironde d'éventuelles incursions anglaises. Dans la seconde moitié du XIXe siècle, du fait des avancées technologiques en matière d'armement, le fort est considéré comme obsolète. Des réflexions visant à le moderniser sont lancées sous Louis-Philippe Ier, avec à la clef la construction d'un corps de garde en 1846. Ces réflexions se prolongent jusqu'en mai-juillet 1877, où des projets concrets sont couchés sur le papier. Finalement, 100 000 francs sont alloués à la modernisation du fort (et à celle du fort du Chay, à Royan) en septembre 1877, complétés par une nouvelle enveloppe de 70 500 francs en avril 1878 et de 150 000 francs supplémentaires à la fin du même mois. On édifie de nouvelles batteries et un magasin à poudre casematé (1882), qui existe toujours. 
Le site est entièrement remodelé à partir de 1942, en pleine Seconde Guerre mondiale, sous la direction de l'Organisation Todt, chargée de protéger les côtes en édifiant le « mur de l'Atlantique » censé dissuader les Alliés de débarquer. 8 casemates en béton sont édifiées. Le fort de Suzac retrouve toute son importance stratégique pendant la durée du conflit, notamment au moment de la constitution de la poche de Royan en août-septembre 1944. Bombardé au moment des combats de la Libération (avril 1945) — les cratères d'obus sont encore bien lisibles dans le paysage — le site est longtemps laissé à l'abandon, avant d'être réhabilité au cours des années 1990. L'accès à certaines casemates est aujourd'hui possible. Mais les lieux sont dangereux car la falaise est grignotée par les coups de boutoir de la mer et des vents.

## Présentation
De par sa configuration, la pointe de Suzac apparaît comme un site défensif de premier ordre et un verrou naturel barrant l'accès de l'entrée de la Gironde (et donc, du port de Bordeaux) à d'éventuels ennemis. Des défenses côtières sont mises en place dès le XVIIe siècle, mais se révèlent obsolètes sous le Premier Empire. Napoléon Ier, pour qui « il n'y a pas en France un point plus important que l'embouchure de la Gironde » ordonne le renforcement des batteries et l'érection d'une tour-modèle type 1811 dotée de douze canons. 
En 1840, sous le règne de Louis-Philippe Ier, de nouvelles tensions avec la Grande-Bretagne conduisent à reprendre un programme défensif et à moderniser les batteries napoléoniennes. Un corps de garde crénelé no 2, type 1846-1861, est édifié en 1846. Doté de huit canons de trente livres et abritant une petite garnison de quarante hommes (cinq hommes par canon), il est rapidement dépassé par la modernisation de l'armement (accroissement de la puissance de tir) et des techniques de fortification. De nouveaux projets sont envisagés dès la fin de la construction du fort, mais ils ne prennent réellement forme qu'à partir de 1877. Les défenses côtières sont redessinées, notamment, pour la région de Royan, les forts de Suzac et du Chay — qui croisent avec le fort de Grave et le fort du Verdon, sur la pointe de Grave. 
Le ministère accorde une enveloppe de 100 000 francs en septembre 1877, complétés par une nouvelle enveloppe de 70 500 francs en avril 1878 et de 150 000 francs supplémentaires à la fin du même mois. Les batteries sont rénovées, dotées d'un monte-charge à munitions et de deux obusiers de 16, de deux canons de 19 et de deux canons de 27. Un magasin à poudre casematé (qui existe toujours) est édifié. En 1912, à la veille de la Première Guerre mondiale, le fort de Suzac dépend de la chefferie de Bordeaux/Blaye. À cette époque, il compte deux canons Mle de 19, deux canons de 27 et surtout quatre canons « Lahitolle » de 95, placés sur affûts de côte. 
C'est pendant la Seconde Guerre mondiale que le site connaît une « nouvelle jeunesse », dans le cadre d'une politique de fortification des côtes (« Mur de l'Atlantique ») voulue par Hitler afin de prévenir tout débarquement allié. La modernisation du site de Suzac, conduite par l'Organisation Todt, démarre au mois d'août 1942. Un poste de direction de tir (PDT H 636 A), secondé par une série de cinq blockhaus et de tobrouks (H 669, H 671, H 134) et par un abri est mis en place. 

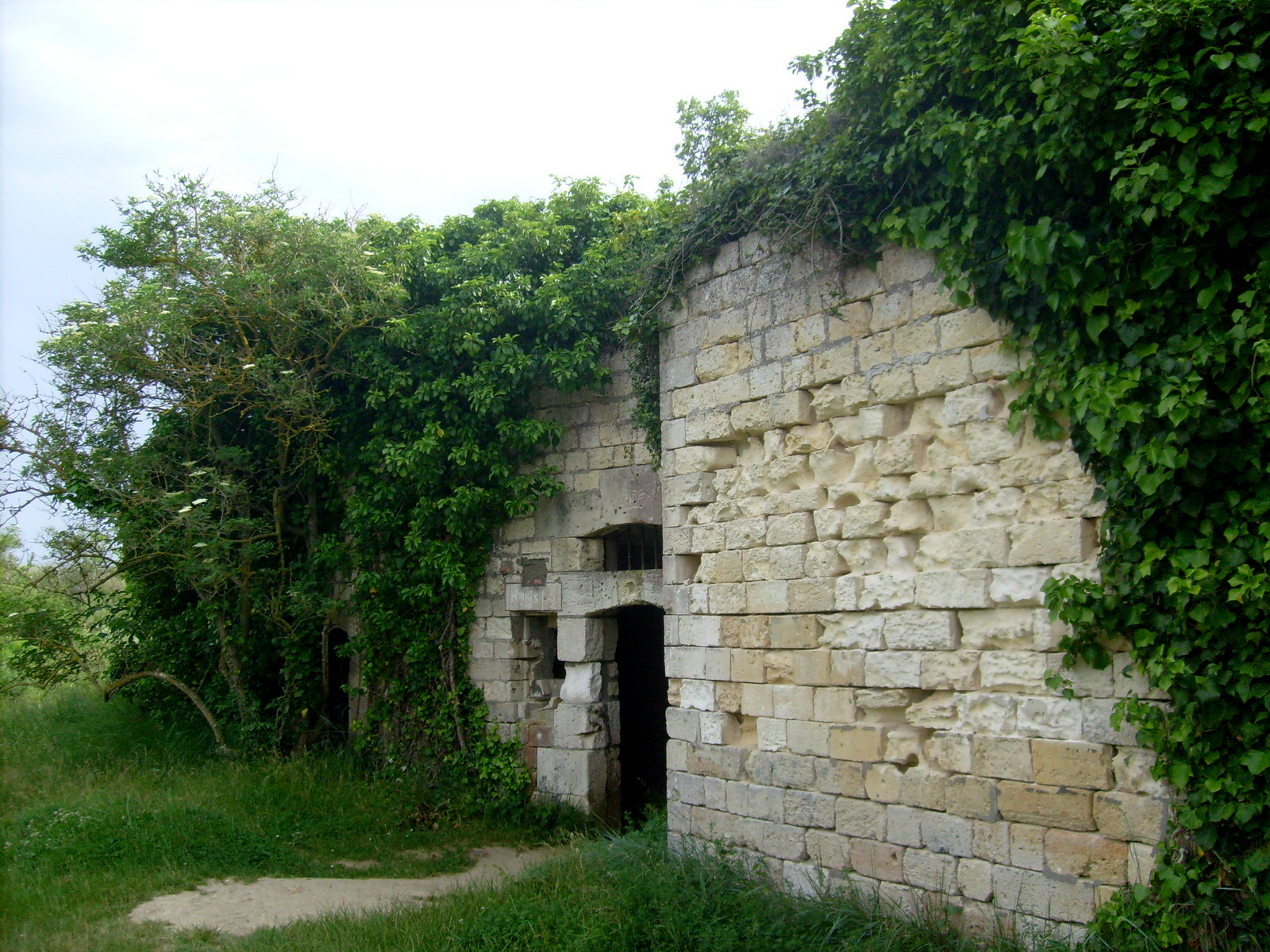
Les vestiges du magasin à poudre bastionné (1882)

Le fort de Suzac prend toute son importance stratégique à partir des mois d'août-septembre 1944, lorsque se constituent les célèbres « poches » de l'Atlantique. Le fort de Suzac constitue un des principaux bastions de la poche de Royan. Enregistré sous le code « S 30 HKAA 5/746 Köln », il est doté de quatre canons de 105 K 331 « Schneider » (pris à l'armée française en 1940), de quatre tubes de 76,2 GK 307, de mortiers de 50, de pièces de DCA et d'armement léger (mitrailleuses de 20), mais aussi d'un projecteur longue portée. Ses abords sont protégés par un champ de mines. Le site est tout naturellement pris pour cible lors des combats de la Libération (« Opération Vénérable ») et soumis au feu croisé de bombardiers et de deux navires de guerre, « Le Lorraine » et « Le Duquesne ». La garnison se rend le 15 avril 1945, le lendemain de la libération de Meschers. 
Après-Guerre, le fort de Suzac, laissé à l'abandon, envahi de ronces, devient un terrain de jeux pour les enfants. Un blockhaus est reconverti en habitation (toujours visible). La pointe de Suzac devient un... terrain de moto-cross, avant que les pouvoirs publics ne prennent conscience de son importance, tant d'un point de vue biologique (ce qui motive son achat par le conservatoire du littoral et son classement en espace naturel protégé) qu'historique. Dans les années 1990, des sentiers sont aménagés, et une signalétique informant les visiteurs sur le fort est mise en place. L'accès à certains blockhaus est aujourd'hui possible. De la terrasse du poste de direction de tir, on jouit d'une vue panoramique sur l'embouchure de la Gironde, sur les côtes du Médoc et sur la pointe de Grave toutes proches, sur les falaises de Meschers et, vers le nord, sur Royan, la Grande-Côte et par temps clair, jusqu'à l'île d'Oléron.
En dépit de son importance militaire passée et de sa valeur patrimoniale, le fort de Suzac ne bénéficie à ce jour d'aucune protection des Monuments historiques. À proximité immédiate du fort se trouve le pôle-nature du parc de l'estuaire (deux minutes à pied). La pointe de Suzac, riche d'une végétation méditerranéenne de type « garrigue » est un espace naturel protégé du conservatoire du littoral. Un sentier de promenade, le chemin de l'Anglais, court sous les frondaisons des pins, des chênes verts et des arbousiers jusqu'à la plage de Suzac et à la forêt de Suzac.